# Molefi Kete Asante
Pour les articles homonymes, voir Asante.
Molefi Kete Asante, né le 14 août 1942 à Valdosta (Géorgie), est un historien et philosophe américain, il est connu pour ses nombreux ouvrages dans lesquels il développe les théories de l'afrocentricité, ainsi que  pour avoir cofondé la revue universitaire Journal of Black Studies (en) et est l'une des figures majeures des African-American studies.

## Biographie

### Jeunesse et formation
Molefi Kete Asante, né Arthur Lee Smith Jr., est le fils d'Arthur Lee et de Lillie B. Wilkson-Smith, le quatrième de leurs seize enfants. Il fait ses études secondaires au Nashville Christian Institute (en), un établissement religieux associé aux Églises du Christ destiné aux étudiants afro-américains.
Après ses études secondaires, il est accepté au Southwestern Christian College (en), où il obtient son Associate degree en 1962. Puis il poursuit ses études supérieures à la Oklahoma Christian University (en), où il obtient son Bachelor of Arts (licence) en 1964. Il est reçu à l'université Pepperdine de Malibu en Californie, où il soutient son Master of Arts en 1965.
En 1968 il soutient son Ph.D (doctorat) en communication de l'université de Californie à Los Angeles.

### Carrière
Une fois diplômé, il commence une carrière d'universitaire : il est embauché par l'université Purdue en 1968, puis en 1969 à l'université de Californie à Los Angeles et à l'université d'État de New York à Buffalo en 1973. En 1984, il rejoint le corps enseignant de l'université Temple comme professeur et devient le directeur du département des African-American studies. Auteur de près de trois douzaines de livres et plus de 300 articles dans diverses revues et magazines, Molefi Kete Asante fait partie des intellectuels afro-américains les plus prolifiques du siècle. De plus, on lui attribue la création du premier programme de doctorat en études afro-américaines,,.

## Œuvres
- The Afrocentric Idea, Temple University Press, 1987, rééd. 7 janvier 1998, 256 p. (ISBN 9781566395953)[6],[7],
- Afrocentricity: The Theory of Social Change, African American Images, 1988, rééd. 1 septembre 2003, 172 p. (ISBN 9780913543795),
- Kemet, Afrocentricity, and Knowledge, Africa Research and Publications, nov 1990, rééd. 1 décembre 1992, 214 p. (ISBN 9780865431898)[8],
- The Book Of African Names, Africa Research and Publications, 1er mai 1991, 68 p. (ISBN 9780865432550, lire en ligne),
- Malcolm X As Cultural Hero and Other Afrocentric Essays, Africa Research and Publications, 1er septembre 1993, 191 p. (ISBN 9780865434028),
- Classical Africa, National Press Books, 1er janvier 1994, 150 p. (ISBN 9781562569006),
- African American History: A Journey of Liberation, Peoples Pub. Group, 1 octobre 1995, rééd. 2001, 624 p. (ISBN 9781562566012, lire en ligne),
- African Intellectual Heritage: A Book of Sources, Temple University Press, 25 juin 1996, 852 p. (ISBN 9781566394031, lire en ligne)[9],
- The African-American Atlas: Black History and Culture--An Illustrated Reference, MacMillan Publishing Company, 1er octobre 1998, 272 p. (ISBN 9780028649856, lire en ligne),
- The Egyptian Philosophers: Ancient African Voices from Imhotep to Akhenaten, African American Images, mars 2000, 127 p. (ISBN 9780913543665, lire en ligne),
- The Painful Demise of Eurocentrism, Africa Research and Publications, 1er avril 2000, 128 p. (ISBN 9780865437432)[10],
- Culture and Customs of Egypt, Greenwood Press, 5 septembre 2000, rééd. 2002, 192 p. (ISBN 9780313317408, lire en ligne),
- 100 Greatest African Americans: A Biographical Encyclopedia, Prometheus Books, 1 mars 2002, rééd. 1 mars 2003, 400 p. (ISBN 9781573929639),
- Egypt vs. Greece and the American Academy: The Debate Over the Birth of Civilization, African American Images, 1er avril 2002, 200 p. (ISBN 9780913543771),
- Erasing Racism: The Survival of the American Nation, Prometheus Books, 1er avril 2003, 294 p. (ISBN 9781591020691),
- Race, Rhetoric, And Identity: The Architecton Of Soul, Humanity Books, 1er avril 2005, 249 p. (ISBN 9781591023180),
- Beautiful, and Ugly Too: Poems, Africa Research and Publications, 16 septembre 2005, 47 p. (ISBN 9781592214228),
- Encyclopedia of Black Studies, SAGE Publications, 9 décembre 2005, 576 p. (ISBN 9780761927624, lire en ligne),
- The History of Africa: The Quest for Eternal Harmony, Routledge, 26 mars 2007, 397 p. (ISBN 9780415771399)[11],
- An Afrocentric Manifesto: Toward an African Renaissance, Polity Press, 17 décembre 2007, 192 p. (ISBN 9780745641027)[12],
- Cheikh Anta Diop: An Intellectual Portrait, University of Sankore Press, 30 décembre 2007, 143 p. (ISBN 9780943412269),
- Maulana Karenga: An Intellectual Portrait, Polity, 2 décembre 2009, 224 p. (ISBN 9780745648279),
- Rooming in the Master's House: Power and Privilege in the Rise of Black Conservatism, Routledge, 1er septembre 2010, 208 p. (ISBN 9781594518911),
- As I Run Toward Africa, Paradigm Publishers, 1er octobre 2011, 327 p. (ISBN 9781612050768),
- The African American People: A Global History, Routledge, 5 décembre 2011, 400 p. (ISBN 9780415872553),
- Revolutionary Pedagogy, Universal Write Publications LLC, 24 février 2017, 156 p. (ISBN 9780982532744),